# Винний кліщ
Винний кліщ (Histiogaster bacchus) — вид павукоподібних із родини борошняні кліщі (Acaridae). 
Винний кліщ іноді масово розмножується на поверхні вина (особливо в процесі виробництва) і псує вино. У дикій природі він живе на витікаючому соку дерев, особливо на дубі.
Винний кліщ, зокрема, був виявлених у синантропних місцях Закарпатської області.